# Heinz Dokter
Heinz Dokter (* 16. März 1921; † unbekannt) war ein deutscher Fußballspieler. Der Offensivspieler absolvierte für die Vereine Rheydter Spielverein und Eintracht Frankfurt von 1950 bis 1953 in den damals erstklassigen Fußball-Oberligen West und Süd insgesamt 65 Ligaspiele und erzielte dabei zehn Tore. Während des Zweiten Weltkriegs wurde er mit TuS Helene Essen 1940/41 Meister in der Gauliga Niederrhein und nahm an der Endrunde um die deutsche Fußballmeisterschaft teil.

## Karriere

### Vereine

#### Während des Zweiten Weltkriegs
Als TuS Helene Essen 1940/41 die Meisterschaft in der Gauliga Niederrhein gewann, nahm der zwanzigjährige Angreifer Heinz Dokter an der Seite von Mitspielern wie Josef Arens, August Bertz, Franz Islacker und Friedrich Nowak an der nachfolgenden Endrunde um die deutsche Fußballmeisterschaft gegen die Konkurrenten VfL 99 Köln, Kickers Offenbach und FC 93 Mülhausen teil. Das junge Offensivtalent lief in allen sechs Gruppenspielen als rechter Verbinder im damaligen WM-System auf. Der Halb- bzw. Außenstürmer nahm noch zu Kriegszeiten an zwei Lehrgängen für Nationalmannschaftskandidaten unter Reichstrainer Sepp Herberger teil.

#### Nach dem Zweiten Weltkrieg
Nach dem Ende des Zweiten Weltkriegs spielte er wieder bei TuS Helene, jetzt aber als VfR 1928 Essen zugelassen, im Ruhrbezirk und belegte in der Saison 1947/48 in der Landesliga Niederrhein, Staffel 3, den 4. Rang. Der Niederrheinmeister Rot-Weiss Essen (Meister in der Gruppe 2) erreichte in den Spielen gegen Duisburger SpV 1900 und TuRa 1886 Essen den Aufstieg in die Oberliga West. Der westdeutsche Auswahlspieler Heinz Dokter schloss sich zur Saison 1948/49 dem Landesligakonkurrenten Rheydter Spielverein an, welcher in der Staffel 2 lediglich den 7. Rang erreicht hatte.
Persönlich hatte Dokter durch zwei Berufungen in die Westdeutsche Auswahl eine besondere Ehrung erfahren: Er stürmte am 30. Juni 1946 bei einer 3:4-Niederlage in Köln am rechten Flügel der West-Auswahl und bildete mit Halbstürmer Georg Gawliczek vom FC Schalke 04 den rechten Flügel. Beim 3:0-Erfolg am 4. April 1948 in Köln gegen die Vertretung von Norddeutschland erzielte er auf Rechtsaußen an der Seite von Angriffskollegen wie Werner Günther, August Gottschalk und Siegfried Rachuba einen Treffer.
Mit Rheydt reichte es 1948/49 zwar nicht zum Titelgewinn in der Landesliga Niederrhein, aber mit dem 4. Rang qualifizierte sich der Spielverein für die ab 1949/50 startende 2. Liga West und damit hatte sich der Vereinswechsel von Dokter ausbezahlt. Der Höhepunkt folgte aber in der Saison 1949/50: Rheydt gewann in der Gruppe 1 die Meisterschaft in der 2. Liga West vor Fortuna Düsseldorf und stieg damit in die Oberliga auf. Mit einem Zuschauerdurchschnitt von 11.400 belegten sie auch den 1. Rang in den Heimspielen. Dokter hatte in 28 Einsätzen vier Tore erzielt und mit Vorlagen dazu beigetragen, dass Angreifer Heinz Güttgemanns 23 Treffer erzielen konnte. In der Defensive hatten Spielertrainer Fritz Pliska und Alfred Post für Stabilität in der Deckung gesorgt. Der Aufsteiger erreichte dem 9. Rang den Klassenerhalt und Dokter hatte 24 Einsätze (1 Tor) an der Seite des Neuzugangs Franz Islacker bestritten. Güttgemanns bestätigte mit 14 Treffern auch in der Oberliga seine Torgefährlichkeit und mit 19 667 Heimzuschauern im Durchschnitt, konnten die Rheydter nochmals zulegen. Mit 0:4 war der Start in der Hinrunde nicht geglückt, aber dann passten sich die Schwarz-Weißen der Qualität der Oberliga an und erspielten sich die nötigen Punkte zum Klassenerhalt. Mit einer deutlichen 1:6-Niederlage bei Fortuna Düsseldorf wurde die Runde am 29. April 1951 abgeschlossen.
Im zweiten Oberligajahr, 1951/52, wurde der Klassenerhalt durch die schwache Punkteausbeute von 5:25 Zählern in den Auswärtsbegegnungen verspielt. Rheydt stieg mit 23:37 Punkten als Tabellenvorletzter unter Trainer Josef Uridil in die 2. Liga West ab. Doktor hatte in 19 Oberligaeinsätzen vier Tore erzielt. Er unterschrieb zur Saison 1952/53 einen neuen Vertrag bei Eintracht Frankfurt und wechselte in die Oberliga Süd.

#### In Süddeutschland
Die „Adlerträger“ vom Riederwald hatten neben Dokter auch noch Erich Dziwoki und Erich Ebeling verpflichtet. Die Mannschaft von Trainer Kurt Windmann startete mit einem 4:1-Heimerfolg gegen die SpVgg Fürth in die Runde. Alle drei Neuzugänge standen im Angriff neben Hubert Schieth und Alfred Pfaff auf dem Platz. Die Eintracht führte nach der Hinrunde die Südliga an und flog über Weihnachten nach Ägypten und führte dort vier Freundschaftsspiele durch. Am 28. Rundentag, den 11. April 1953, bei einer 0:3-Auswärtsniederlage beim FC Schweinfurt 05 lief Dokter das letzte Mal in einem Pflichtspiel für Eintracht Frankfurt auf. Die Eintracht wurde mit einem Punkt Vorsprung gegenüber dem VfB Stuttgart Südmeister und Dokter hatte in 22 Einsätzen fünf Tore erzielt. In der Endrunde um die deutsche Fußballmeisterschaft kam er dann im Mai 1953 gegen den 1. FC Kaiserslautern, 1. FC Köln und Holstein Kiel nicht mehr zum Einsatz. Nach nur einer Saison bei Eintracht Frankfurt wurde der Vertrag aufgelöst und Dokter kehrte wieder in den Westen zurück; er schloss sich zur Saison 19543/54 der SpVgg Herten in der 2. Liga West an.

#### Wieder im Westen
Von 1953 bis 1956 spielte er für die Mannschaft von der Kampfbahn Katzenbusch in der 2. Liga West, im dritten Jahr als Spielertrainer. Mit den Grün-Weißen erreichte er unter Trainer Raymond Schwab und Mitspielern wie Hans Barwenzik und Helmut Bracht 1953/54 den 5. Rang, punktgleich mit Rot-Weiß Oberhausen auf dem 4. Rang. Dokter hatte in 28 Ligaeinsätzen sechs Treffer erzielt. Gegen die zwei Oberligaaufsteiger Duisburger SpV (1:1, 1:0) und Westfalia Herne (1:6, 3:1) fanden die Heimspiele vor 8.000 bzw. 6.000 Zuschauern statt. Unter dem ehemaligen Torhüter Wilhelm Kronsbein legte Herten 1954/55 noch zu, spielte bis zum Ende der Runde um den Aufstieg in die Oberliga West mit. Um den 2. Platz fand ein spannendes Rennen zwischen Hamborn 07, VfB Bottrop, Herten und der SpVgg Erkenschwick statt. Hamborn rettete sich mit einem Punkt Vorsprung gegenüber Bottrop und Herten (beide jeweils 35:21 Punkte) zur Vizemeisterschaft und damit zum Aufstieg in die Oberliga. Die Auswärtsschwäche mit 9:19 Punkten machten den Mannen um Heinz Doktor, Barwenzik und Bracht den Aufstieg zunichte. Nur drei Siege und Unentschieden waren zu wenig, da konnte auch die Heimstärke mit 26:2 Punkten nichts daran ändern. Doktor hatte nochmals 24 Ligaspiele (1 Tor) bestritten. In seinem dritten Jahren in Herten, 1955/56, übte er das Amt des Spielertrainers (3 Ligaeinsätze) aus und belegte mit der Spielvereinigung den 10. Rang. Wichtiger wie der Tabellenplatz war aber der Einstand des herausragenden Jungtalentes Günter Graetsch in den Vertragsfußball und die 15 Tore des Nachwuchsstürmers Dieter Küchmeister.
Ab Januar 1957 ließ Heinz Doktor seine langjährige Laufbahn in der Landesliga Niederrhein bei Borussia Velbert ausklingen.